# قطعنامه ۱۳۴۴ شورای امنیت
قطعنامه ۱۳۴۴ شورای امنیت سازمان ملل متحد که در تاریخ ۱۵ مارس ۲۰۰۱ تصویب شد، سندی بین‌المللی دربارهٔ بررسی وضعیت میان اریتره و اتیوپی است. این قطعنامه طی نشست ۴۲۹۴ام با ۱۵ رای موافق، ۰ مخالف و ۰ ممتنع تصویب شد.